# Picot de clatell daurat
El picot de clatell daurat (Melanerpes chrysauchen) és una espècie d'ocell de la família dels pícids (Picidae) que habita la selva humida, i boscos d'Amèrica Central, al sud-oest de Costa Rica i oest de Panamà.